# Jacques Doillon
Jacques Doillon (Parijs, 15 maart 1944) is een Frans filmregisseur, scenarioschrijver, producent en acteur.

## Leven en werk

### Afkomst en eerste filmstappen
Jacques Doillon is afkomstig uit een bescheiden milieu: zijn vader was boekhouder en zijn moeder was telefoniste. Hij volgde middelbaar onderwijs aan een Parijs lyceum. Hij kwam dikwijls over de vloer van de filmclub die werd begeesterd door de literatuur- en filmdocent Henri Agel.
Hij verrichtte een stage van zes maanden in een filmlaboratorium. Daarna kwam hij algauw aan de bak als assistent editor zoals voor Trans-Europ-Express (1967) van Alain Robbe-Grillet en Mexico Mexico (1968) van documentairemaker François Reichenbach. Aan het einde van de jaren zestig werd hij editor en tegelijkertijd draaide hij verscheidene documentaires in opdracht.

### Langspeelfilmdebuut
In 1973 verwezenlijkte hij zijn eerste langspeelfilm, L'An 01, een komedie doordrenkt van de geest van mei '68. Het is een utopisch werk naar het bekende gelijknamige stripverhaal van Gébé, een tekenaar van Charlie Hebdo. Gébé vormde al de inspiratiebron voor On ne se dit pas tout entre époux (1971), Doillons eerste korte film die naam waardig, en verleende zijn medewerking aan L'An 01, net zoals Alain Resnais en documentairemaker Jean Rouch dat deden.

### Jaren zeventig
In 1974 werd Les Doigts dans la tête door de critici geprezen, inzonderheid door François Truffaut. Doillon reveleerde al zijn manier van filmmaken: met de hulp van amateuracteurs een eenvoudig hedendaags verhaal brengen in een authentieke film over jeugdige mensen. Deze tragikomedie was de eerste van een lange reeks persoonlijke films waarvoor hij het scenario alleen schreef. Doillon vertelde hier hoe jongeren het huis van de voormalige werkgever van een van hen kraken.
Un sac de billes (1975) schetste de overlevingsdrang van twee joodse broertjes die bezet Parijs moeten ontvluchten. Deze aangrijpende Tweede Wereldoorlogsfilm is nog steeds zijn belangrijkste commercieel succes en een van de weinige films waarvoor Doillon zijn inspiratie vond in een literair werk: de gelijknamige debuutroman van Joseph Joffo.
Doillon sloot de jaren zeventig af met twee drama's. In 1979 draaide hij eerst het loodzware La Femme qui pleure, met onder meer hemzelf en zijn vierjarig dochtertje Lola in de hoofdrollen. In datzelfde jaar volgde het bescheiden succes La Drôlesse waarin een verstoten jongeman een jong meisje ontvoert dat zich al evenzeer een outsider in haar familie voelt. Gaandeweg ontstaat er een tedere relatie tussen hen. voor La Drôlesse kreeg Doillon een nominatie voor de César voor beste regisseur.

### Jaren tachtig
De jaren tachtig waren een vruchtbare periode. Wanneer Doillon in 1980 een langdurige relatie aanging met Jane Birkin gaf hij haar de hoofdrol in drie van zijn drama's: La Fille prodigue (1981), La Pirate (1984) en Comédie! (1987). Met La Fille prodigue doorbrak hij het taboe van de incest. Het meest succesrijke was het wrange La Pirate waarmee hij het taboe van het lesbianisme doorbrak. Birkin wordt verscheurd door de liefde voor haar man (vertolkt door haar broer Andrew Birkin) en de passie die ze voelt voor haar knappe vriendin Carol. Ondanks de titel was Comédie een drama waarin een vrouw ter gelegenheid van de eerste verjaardag van hun relatie aan haar vriend vraagt wat voor hem het dierbaarst was vooraleer hij haar ontmoette. Waarop hij haar meeneemt naar zijn zomerverblijf waar zij de aanwezigheid van zijn vroegere vrouwen nog voelt.
Zijn jonge stiefdochter Charlotte Gainsbourg bedacht hij met een van haar allereerste rollen in het relatiedrama La Tentation d'Isabelle (1985).

### Jaren negentig
De jaren negentig waren al even productief. In 1990 sleepte Doillon eindelijk een prestigieuze filmprijs in de wacht met de Prix Louis-Delluc voor het drama Le Petit Criminel (1990) dat ook redelijk goed aansloeg aan de kassa's. Hij hield er eveneens een nominatie voor de César voor beste regisseur aan over. In datzelfde jaar draaide Doillon het duister drama La Vengeance d'une femme waarin Isabelle Huppert wraak neemt op de minnares van haar man die zelfmoord heeft gepleegd door met haar een gevaarlijk psychologisch spelletje te spelen.
Aan de hand van de tragikomedie Amoureuse (1992) toonde Doillon Charlotte Gainsbourgs evolutie van een onschuldige adolescente naar een jonge vrouw die gretig leeft en niet kan kiezen tussen twee mannen.
In 1994 bracht hij het verhaal van de passionele liefde tussen Madame de Staël en Benjamin Constant op het witte doek in het drama Du fond du cœur. Een lange versie van twaalf episodes werd op de televisie uitgezonden onder de titel Germaine et Benjamin.
Het drama Ponette (1996) was een tamelijk uniek werk, uit hoofde van het piepjong hoofdpersonage van vier jaar.

### Jaren tweeduizend
Sinds het begin van het nieuw millennium vielen de opbrengsten van Doillons films tegen. Hij ondervond daarom meer moeite om zijn films gefinancierd te krijgen en leverde beduidend minder films af. Tussen Raja (2003) en Le Premier Venu (2008) lagen er vijf jaar. Le Premier Venu had het, niet voor de eerste keer, over de capriolen van de liefde. Zijn drie volgende films, tragikomedies (Le Mariage à trois ,Un enfant de toi en Mes séances de lutte), borduurden voort op het thema van de wisselvalligheden van de liefde.
Net zoals Gérard Depardieu in Camille Claudel (1988) zette Vincent Lindon dertig jaar later een verpletterende, vitale en robuuste Auguste Rodin neer in Doillons gelijknamig biografisch drama Rodin (2017).

### Kenmerken

#### Verkenner van de kinderziel en van de adolescentie
Een van de overheersende thema's in Doillons oeuvre (in de jaren zeventig 3 op 5 films, in de jaren tachtig 2 op 8 en in de jaren negentig 5 op 8) is dat van de kindertijd en van de adolescentie. Elf van zijn achtentwintig films focussen op kleuters, tieners en adolescenten waarbij de relatie met de volwassene(n) meestal centraal staat:
- kleuters
  - het drama Ponette (1996) dat toont hoe een vierjarig meisje luistert naar de uitleg over de dood van haar moeder in een ongeval en hoe dat haar geen voldoende antwoord biedt. Ze is ervan overtuigd dat ze haar moeder zal terugvinden,
  - het psychologisch drama La Femme qui pleure (1979) waarin een vader na lange tijd terugkeert bij zijn vrouw en vierjarig dochtertje.
- tieners
  - het voornoemde Un sac de billes (1975),
  - het drama La Drôlesse (1979) waarin een twintigjarige zich verstoten voelende jongeman een meisje van elf jaar ontvoert. Schoorvoetend ontstaat er, eerst onhandig en moeilijk, een tedere relatie tussen hem en het aanvankelijk bange meisje,
  - de tragikomedie La Vie de famille (1985) waarin een vader-verleider en een van hem vervreemde dochter het onvermogen ervaren om te communiceren.
- adolescenten
  - het drama La Fille de 15 ans (1989) waarin de titelrol verliefd wordt op de vader van haar vriendje. De jeugdige Judith Godrèche brak door dankzij deze film,
  - het drama Le Petit Criminel (1990) dat de relatie opvoert tussen een politieman en een veertienjarige kleine boef met strafblad. De jongen heeft een depressieve en alcoholverslaafde moeder en is op zoek naar zijn zus,
  - de tragikomedie Trop (peu) d'amour waarin een zeventienjarig meisje de gang van zaken verstoort in het gezin van een door haar bewonderde filmregisseur,
  - de tragikomedie Petits frères (1999) die zich richt op jonge pubers uit een arbeiderswijk even buiten Parijs,
  - de tragikomedie Le Jeune Werther (1993) waarin een groepje vrienden van 13-14 jaar de zelfmoord van een van hen onderzoeken en proberen te begrijpen,
  - het drama Raja (2003) waarin een rijke Fransman van middelbare leeftijd zijn huishoudster Raja, een door het leven getekende negentienjarige Marokkaanse adolescente, begeert en probeert te verleiden,
  - een speciale plaats bekleedt hier het drama La Fille prodigue (1981) waarin een jonge vrouw na haar scheiding terugkeert bij haar ouders in de hoop daar een nieuwe kindertijd te vinden.

#### Intimistisch en persoonlijk
Doillons werk probeert eveneens te bezinnen over de frustraties, de kwellingen, de onbeslistheid en de complexheid van gevoelens en relaties (inzonderheid die tussen een man van middelbare leeftijd en een adolescent meisje), het spel van verleiden en afstoten voorop, en de soms conflictueuze (klassen)verhoudingen tussen mensen.
Om dit te bereiken vertelt de cineast
- lineaire afgebakende en hedendaagse verhalen
- vol dialogen
- met een grote tederheid voor de personages die in nood verkeren
- en een voorkeur voor afgezonderde besloten ruimtes ('huius clos') en natuurlijke decors die tot een minimum herleid zijn.

### Samenwerkingen
Michel Piccoli, op wiens talent hij twee keer een beroep deed, Isabelle Huppert, Juliette Binoche, Jane Birkin en Charlotte Gainsbourg waren de enige echte vedetten met wie Doillon ooit samenwerkte. Gewoonlijk bestond de rolverdeling bij Doillon uit een mengeling van niet zo'n algemeen bekende acteurs (Pascal Greggory, Richard Anconina, Julie Depardieu, Lambert Wilson, Vincent Lindon ...) en acteurs wiens carrière in de kinderschoenen stond (Elsa Zylberstein, Melvil Poupaud, Agnès Jaoui, Sabine Azéma, Judith Godrèche, Sandrine Bonnaire, Sara Forestier...). Dikwijls werkte hij ook enkel met amateurs.

### Privéleven
Doillon had eerst een relatie met filmeditor Noëlle Boisson met wie hij een dochter kreeg, de filmregisseuse Lola Doillon (1975). Van 1980 tot 1992 leefde Doillon samen met Jane Birkin met wie hij een dochter heeft, de actrice Lou Doillon (1982). Lili Doillon (1995) is de dochter die Brune Compagnon hem schonk. Met de regisseuse Amélie van Elmbt kreeg hij Lina Doillon (2010). Ten slotte is Doillon de vader van Lazare Doillon-Tencer (2016), de zoon die Marianne Doillon-Tencer hem schonk.
Actrice Isild Le Besco beschuldigde hem van '"psychologisch en fysiek geweld" tijdens een relatie die begon toen hij 52 was en zij 16. Ook zegt ze dat Doillon haar een rol weigerde omdat ze niet inging op zijn advances'.

## Filmografie

### Bioscoop

#### Lange speelfilms
- 1973 - L'An 01 (samen met Alain Resnais, Jean Rouch en Gébé)
- 1974 - Les Doigts dans la tête
- 1975 - Un sac de billes
- 1979 - La Femme qui pleure
- 1979 - La Drôlesse
- 1981 - La Fille prodigue
- 1984 - La Pirate
- 1985 - La Vie de famille
- 1985 - La Tentation d'Isabelle
- 1986 - La Puritaine
- 1987 - L'Amoureuse
- 1987 - Comédie!
- 1989 - La Fille de 15 ans
- 1990 - La Vengeance d'une femme
- 1990 - Le Petit Criminel
- 1992 - Amoureuse
- 1993 - Le Jeune Werther
- 1994 - Du fond du cœur
- 1996 - Ponette
- 1998 - Trop (peu) d'amour
- 1999 - Petits frères
- 2001 - Carrément à l'ouest
- 2003 - Raja
- 2008 - Le Premier Venu
- 2010 - Le Mariage à trois
- 2012 - Un enfant de toi
- 2013 - Mes séances de lutte
- 2017 - Rodin

#### Korte films (documentaires)
- 1969 - Trial
- 1970 - La Voiture électronique
- 1970 - Vitesse oblige
- 1971 - Tous risques
- 1971 - On ne se dit pas tout entre époux
- 1971 - Bol d'or
- 1973 - Laissés pour compte
- 1973 - Les Demi-jours
- 1973 - Autour des filets ( over doelwachters in het handbal)
- 1991 - Contre l'oubli (episode Pour Anstraum Aman Villagran Morales, Guatémala)

### Televisie
- 1982 - L'Arbre
- 1983 - Monsieur Abel
- 1985 - Mangui, onze ans peut-être
- 1990 - Pour un oui ou pour un non
- 1993 - Un homme à la mer
- 1994 - Germaine et Benjamin (lange versie in twaalf episodes van de film Du fond du cœur)
- 1995 - Un siècle d'écrivains : Nathalie Sarraute

## Prijzen en nominaties

### Prijzen
- 1990 - Le Petit Criminel : Prix Louis-Delluc

### Nominaties

#### Césars
- 1980 - La Drôlesse : César voor beste regisseur en César voor beste origineel scenario of adaptatie
- 1991 - Le Petit Criminel : César voor beste regisseur, César voor beste film en César voor beste origineel scenario of adaptatie

#### Gouden Palmop hetFilmfestival van Cannes
- 1979 - La Drôlesse (Prix du meilleur film pour Jeune Public)
- 1984 - La Pirate

#### Gouden leeuwop hetFilmfestival van Venetië
- 1987 - Comédie!
- 1996 - Ponette
- 2003 - Raja

#### Gouden Beerop hetInternationaal filmfestival van Berlijn
- 1991 - Le Petit Criminel
- 1993 - Le Jeune Werther
- 1998 - Trop (peu) d'amour

#### Gouden Sint Joris op hetInternationaal filmfestival van Moskou
- 1989 - La Fille de 15 ans

#### OCIC Award op hetInternationaal filmfestival van San Sebastián
- 1996 - Ponette

#### Prix Louis-Delluc
- 2008 - Le Premier Venu